# August Saabye

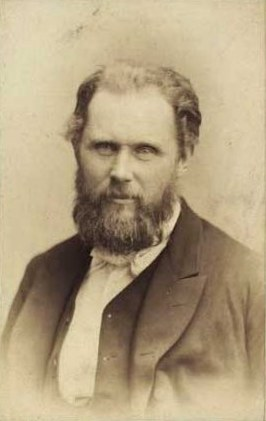
August Saabye 1872.

August Wilhelm Saabye, född den 7 juli 1823 i trakten av Aarhus, död den 12 november 1916 i Köpenhamn, var en dansk skulptör.
August Saabye studerade i Köpenhamn vid konstakademien och för H.V. Bissen, utförde till en början konstindustriella arbeten, därefter små bronser, reliefer och porträttbyster. Bland hans tidigaste större arbeten var en staty av Holberg (1851) och en Venus (1852). 
År 1855 begav han sig över Paris till Rom, där han stannade till 1865, och vistades 1869–1870 i Paris. I Rom modellerade han bland annat Fiskargosse (1856, konstmuseet i Köpenhamn), En faun dansar med den lille Bacchus (1857, på samma plats) och Silen ridande på åsna (1861, alla i brons). 
År 1864 modellerade han den stora gruppen Adam och Eva efter syndafallet, 1872 följde Kain, 1875 David med slungan, 1883 Susanna inför rådet (en formskön naken gestalt) och 1891 statyn Lady Macbeth (de båda sistnämnda i marmor i konstmuseet). 
Han utförde även flera monumentala verk, statyer av målaren Abildgaard 1868, H.C. Andersen (efter tävlan 1877, i "Kongens Have") och kompositören J.P.E. Hartmann (1904, på Sankt Annæ Plads i Köpenhamn). År 1909 utförde den då 86-årige konstnären en kraftig och livfull skiss till staty av Grönlands apostel Hans Egede, avsedd att uppställas vid Marmorkyrkan. 
Han utförde flera skisser till monument och grupper, dessutom porträttbyster, statyetter och medaljonger. Även i Glyptoteket och i Hirschsprungs museum är Saabye representerad. Han blev medlem av danska konstakademien 1871 och professor vid konstskolan för kvinnor i Köpenhamn 1888.